# Opel
Opel Automobile GmbH (ˈ´oːpəl) — немецкий производитель автомобилей, штаб-квартира расположена в Рюссельсхайме (Германия). Компания была основана 21 января 1862 года; к выпуску автомобилей приступили в 1899 году. С 1929 года принадлежала концерну General Motors. С 2017 года принадлежит концерну Groupe PSA (Stellantis).

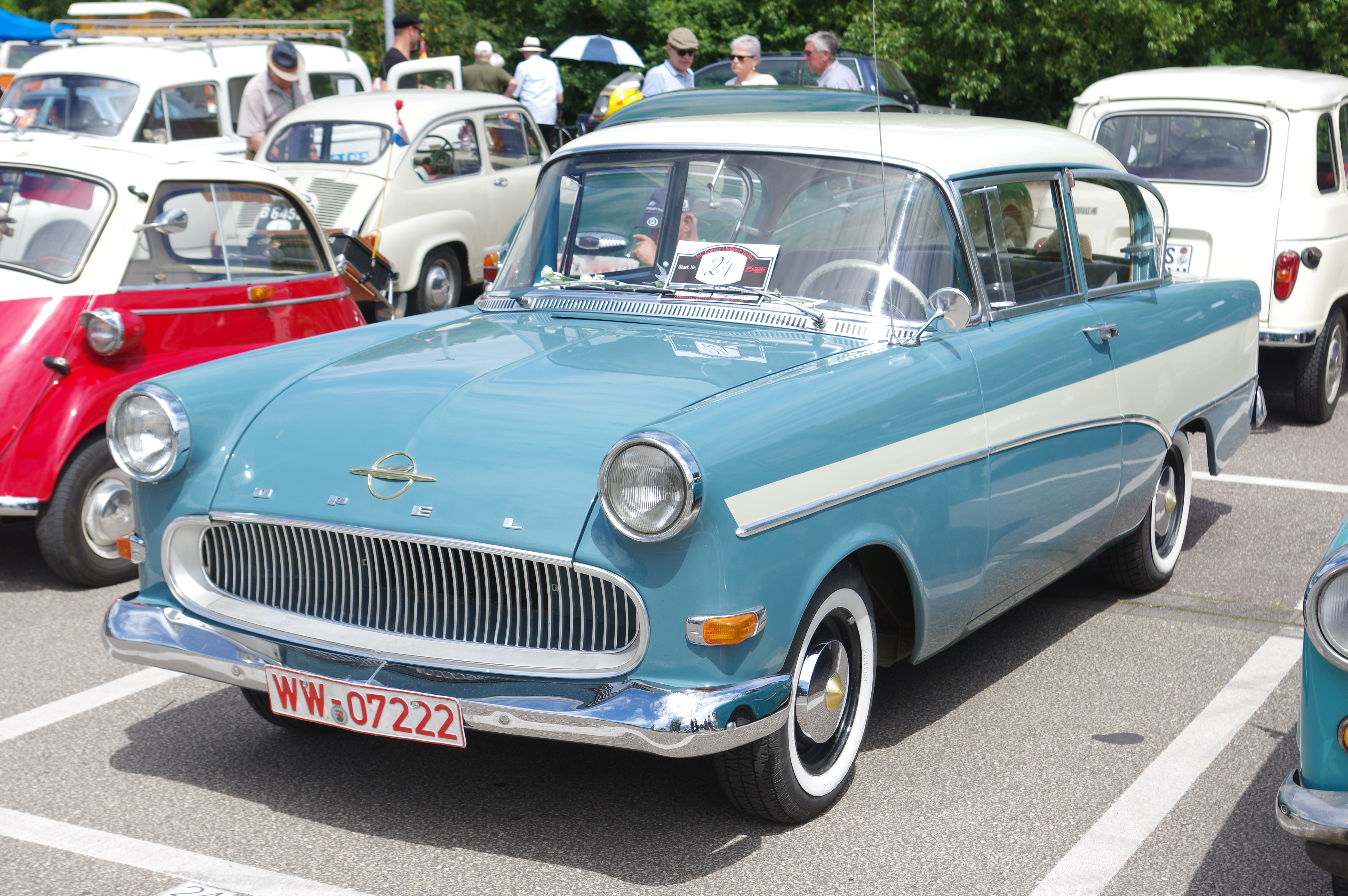
Opel Rekord

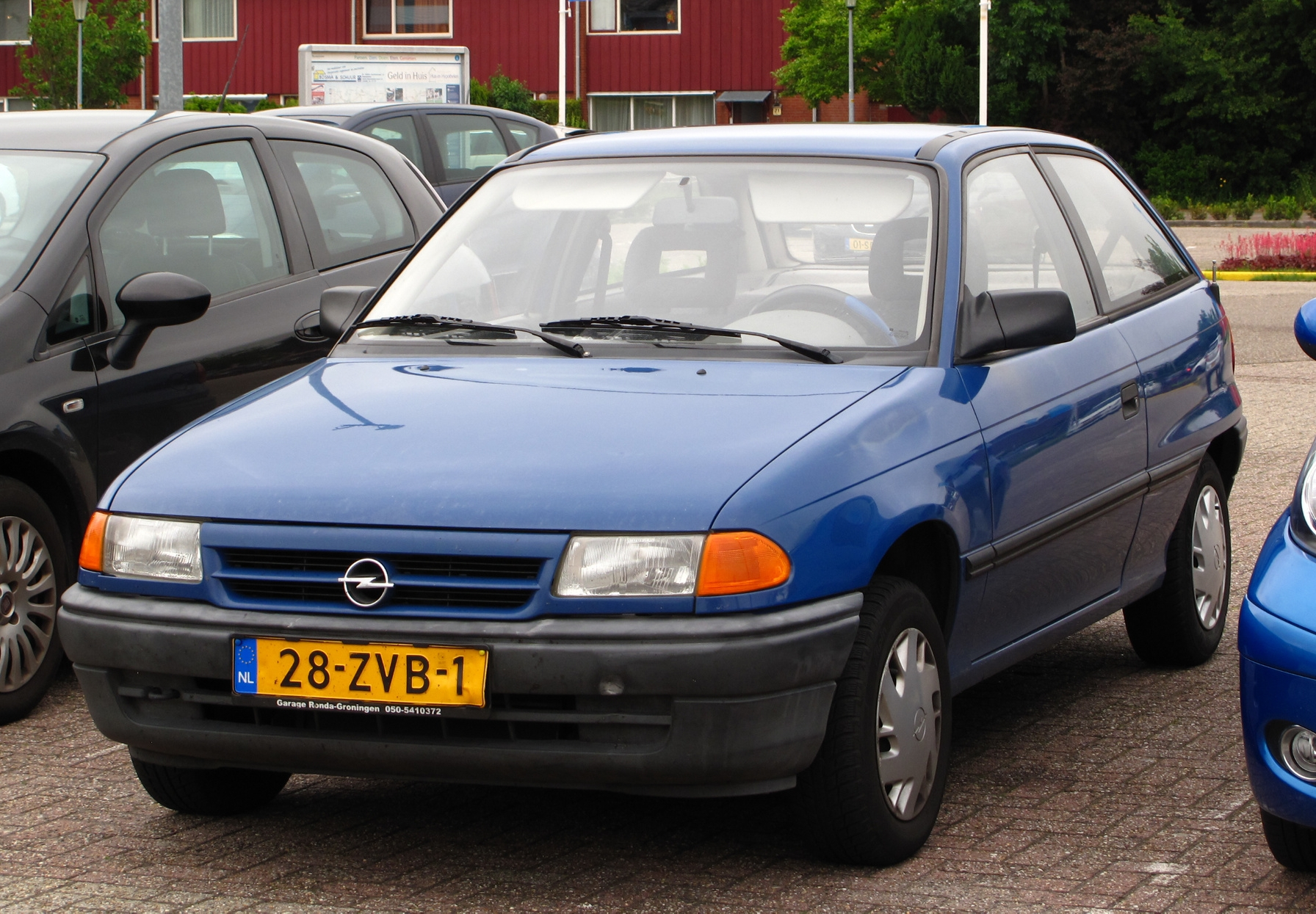
Opel Astra

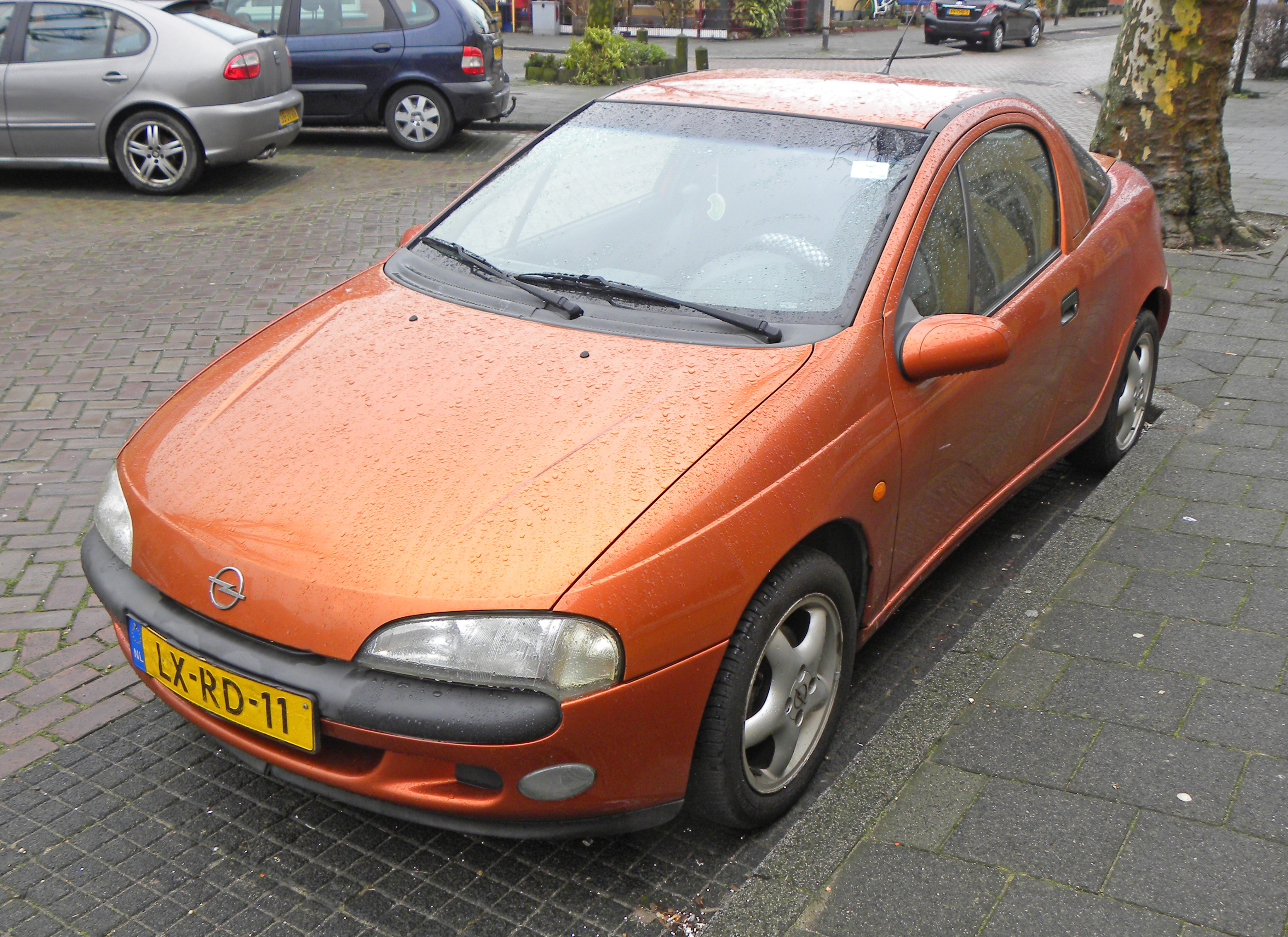
Opel Tigra

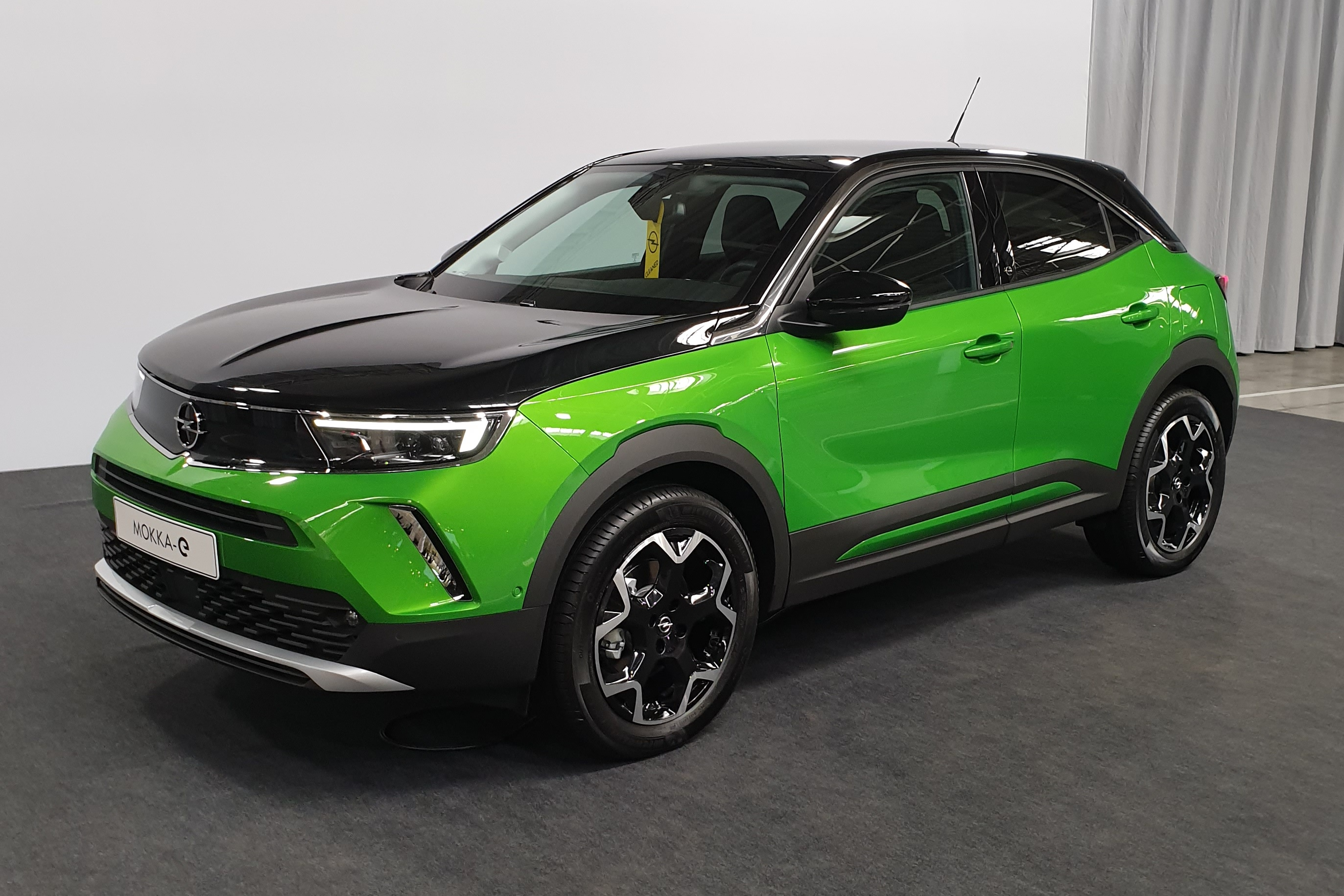
Opel Mokka

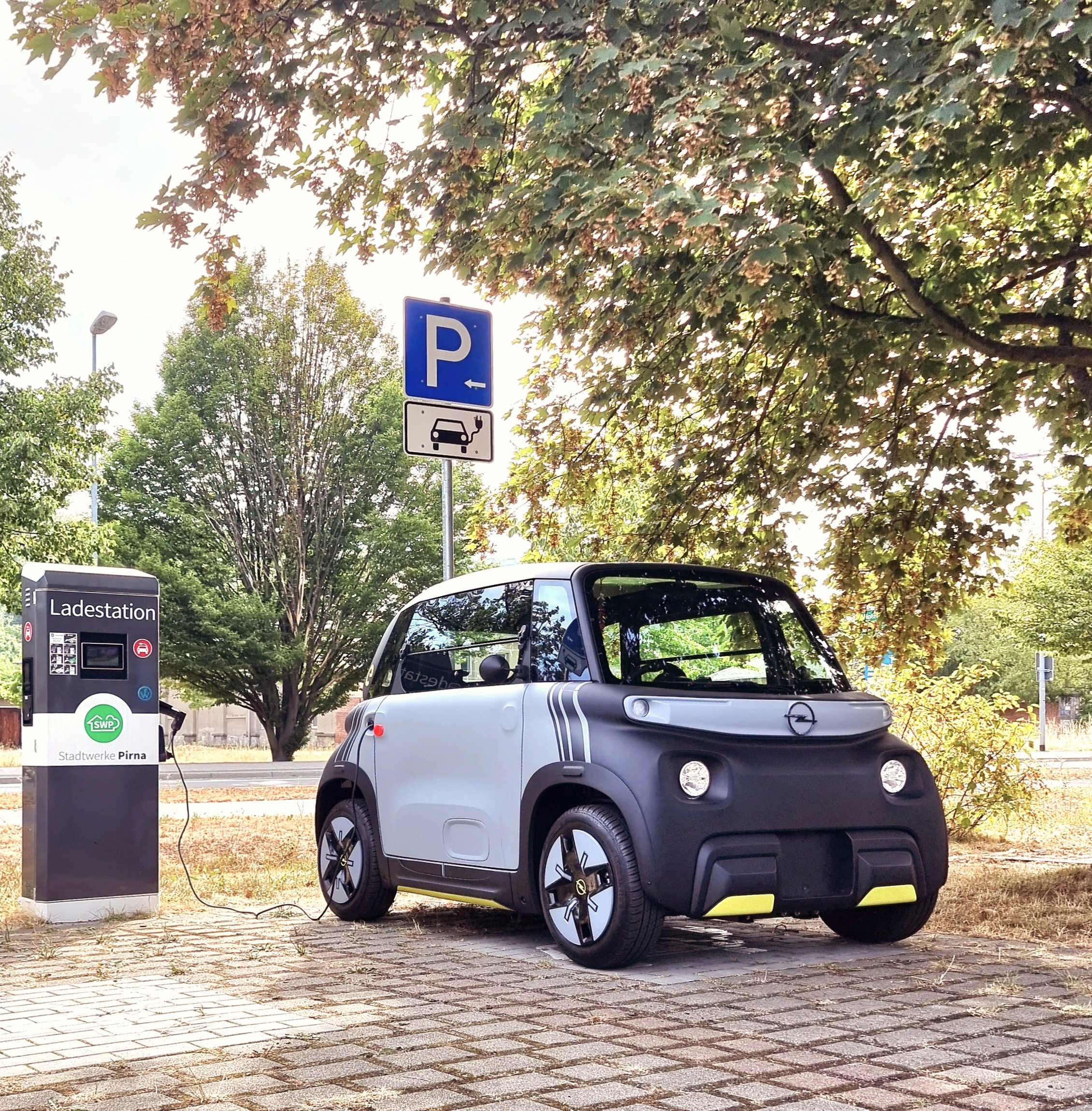
Opel Rocks-e

## История

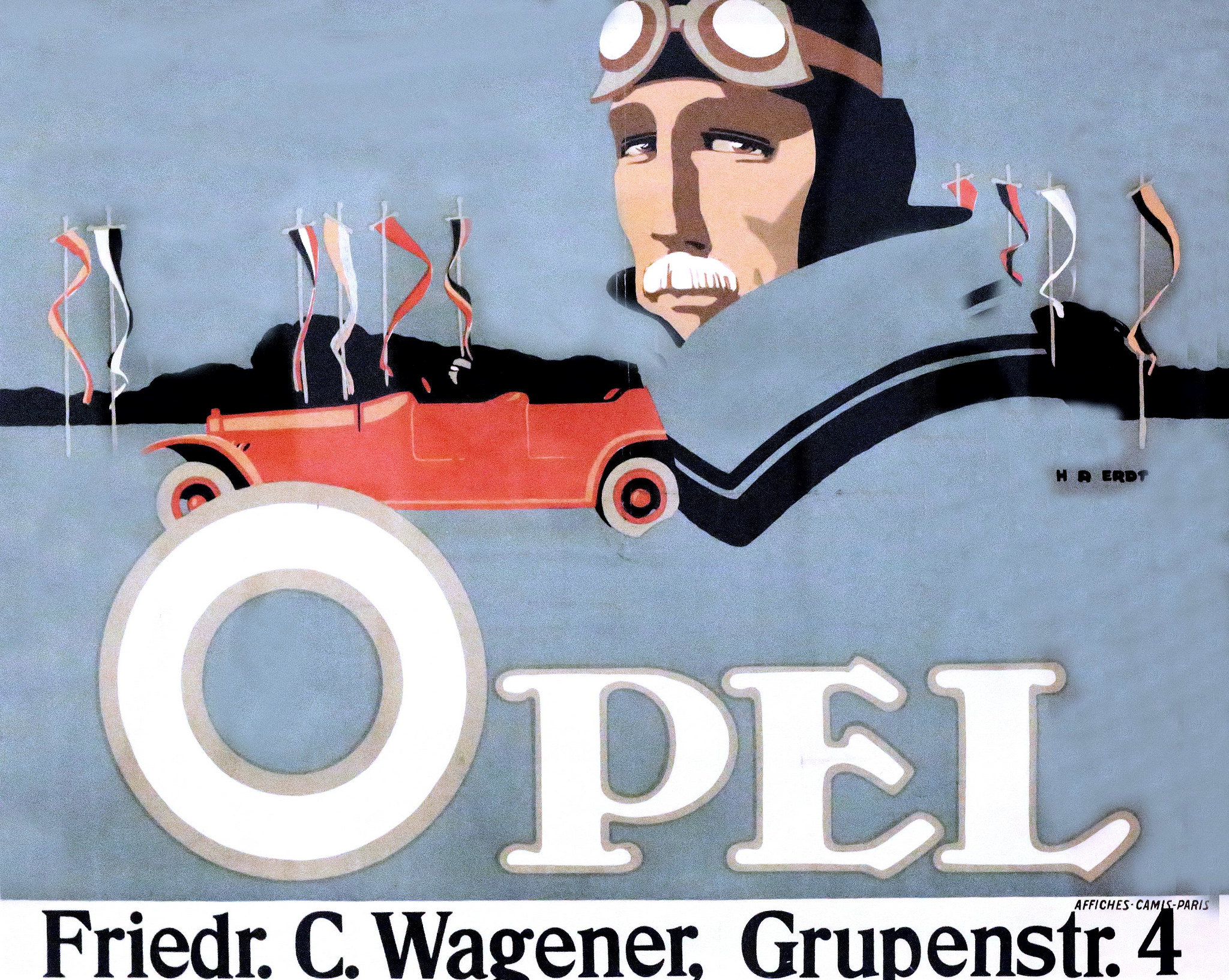
Плакат Ганса Руди Эрдта, 1911 год

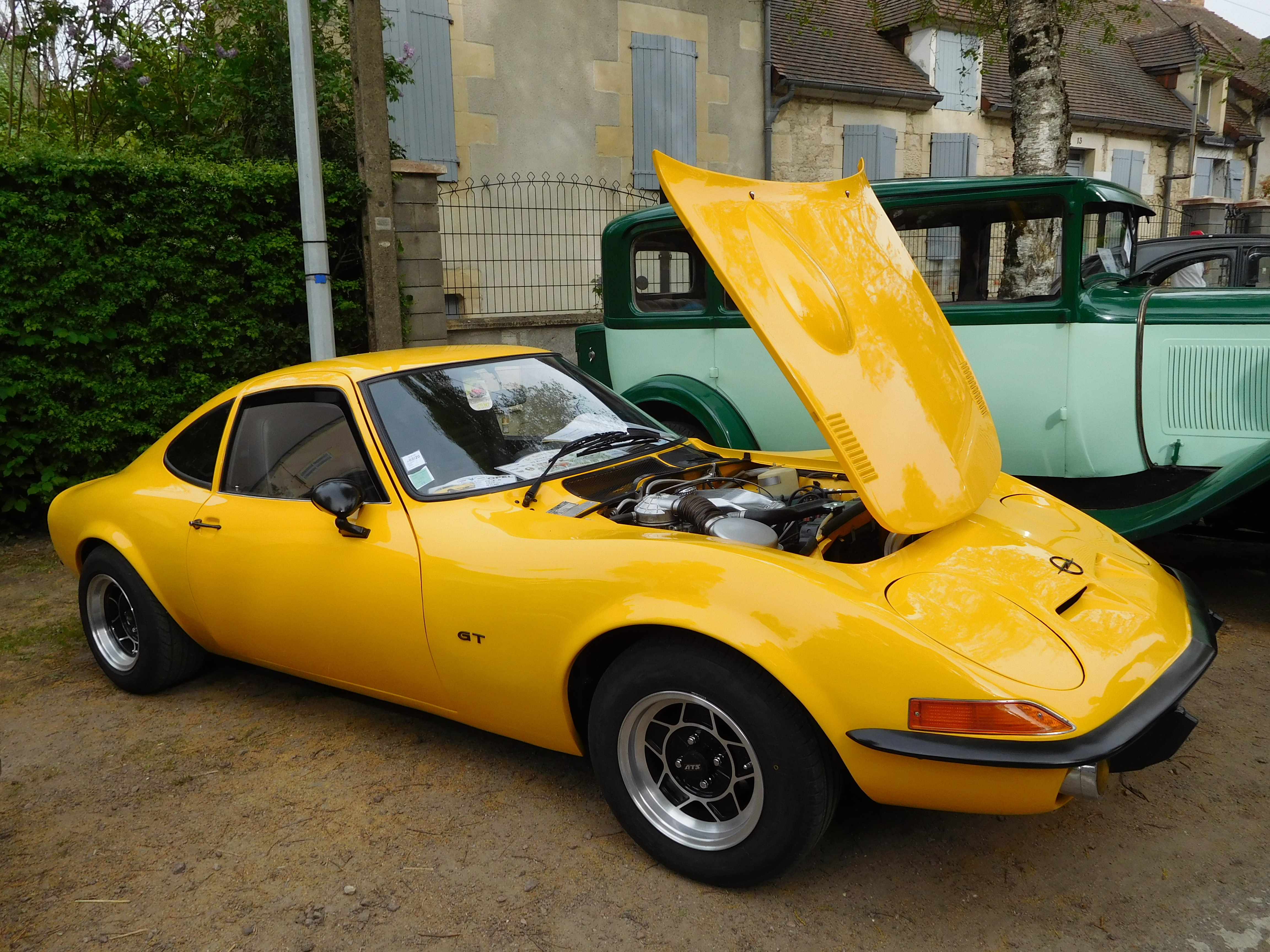
Opel GT

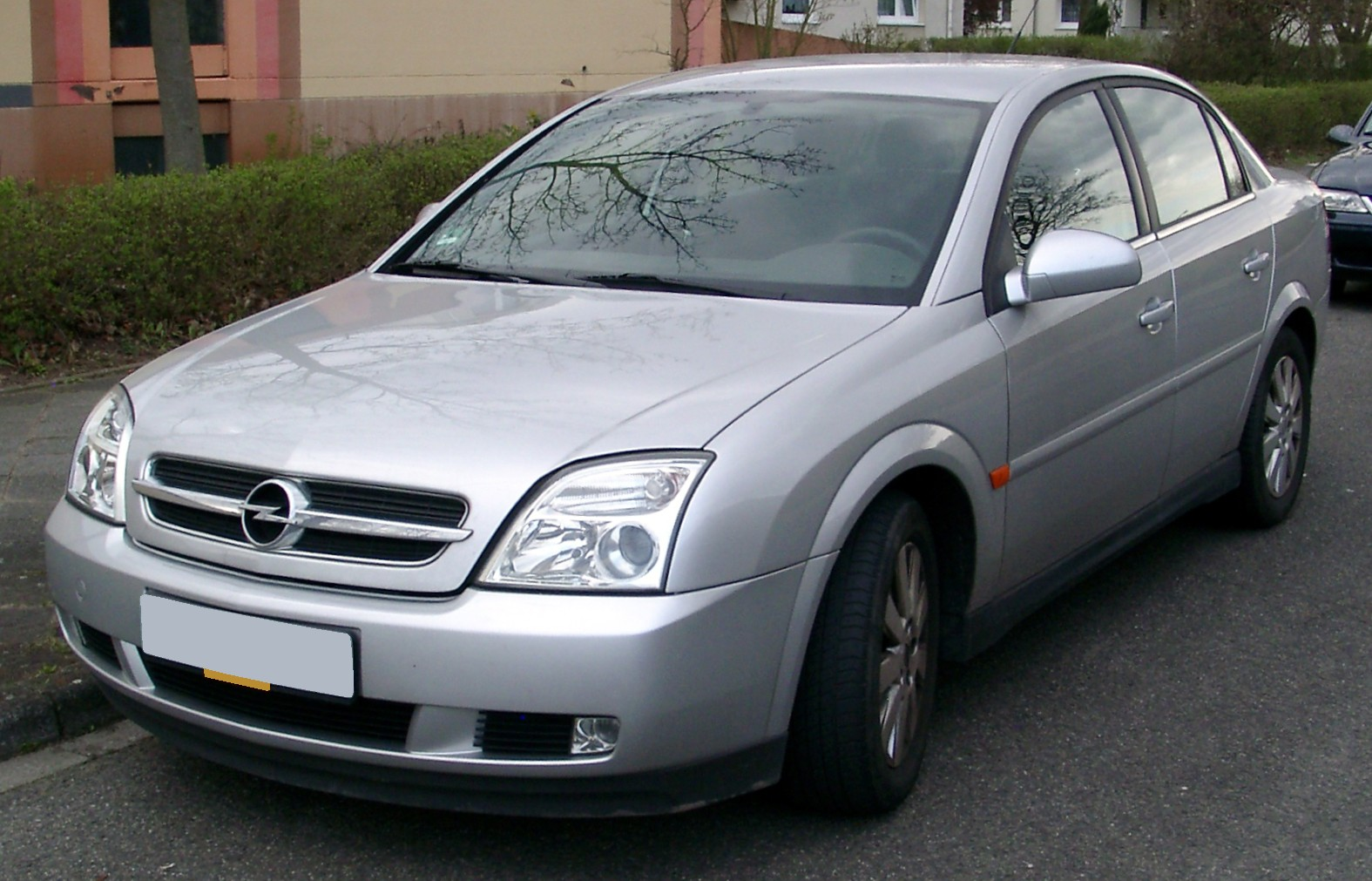
Opel Vectra

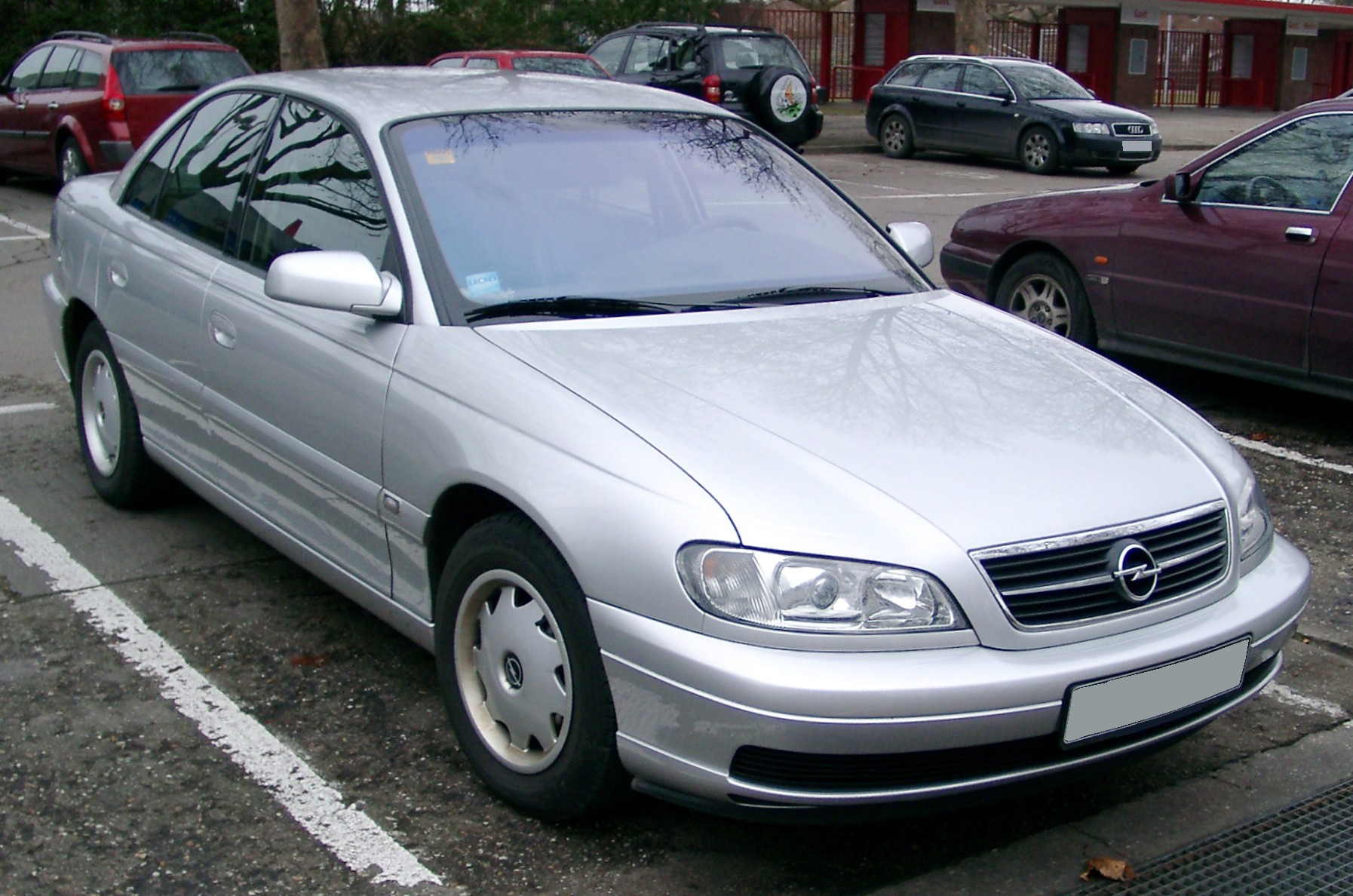
Opel Omega

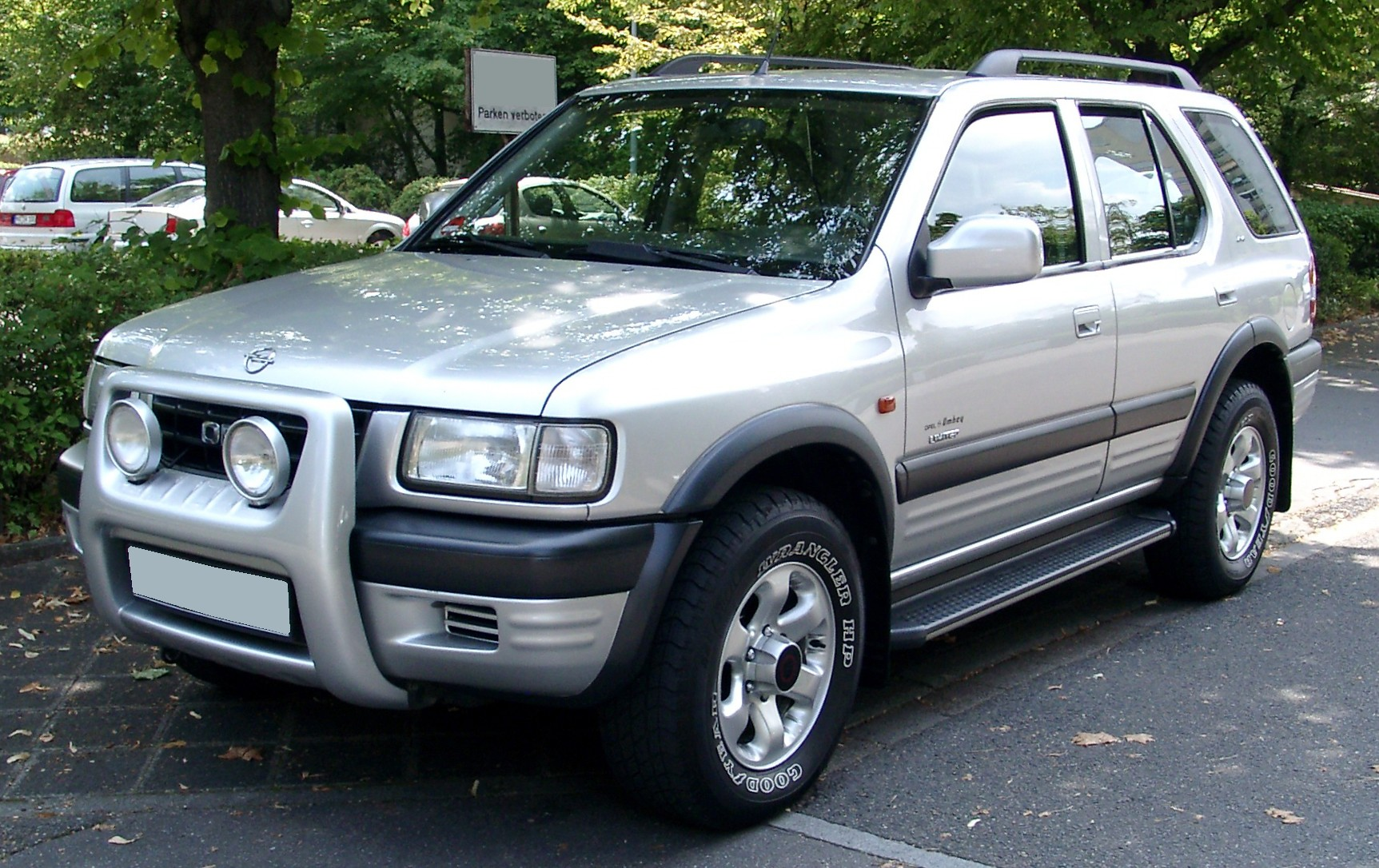
Opel Frontera

- 1862 г. — 21 января Адам Опель открыл фабрику по производству швейных машин.
- 1886 г. — началось производство велосипедов.
- 1898 г. — Опель заключил контракт с автоконструктором Фридрихом Луцманом[нем.] из Дессау на постройку в Рюссельсхайме первого автомобиля — «Патентованный автомобиль Opel, система Луцманна».
- 1899 г. — началось производство автомобилей под маркой «Opel-Lutzmann»[1].
- 1900 г. — распалось партнёрство с Lutzmann. Сын Адама Опеля подписал лицензионное соглашение с руководством «Automobiles Darracq S.A.» (Франция) с целью производства автомобилей под маркой «Opel-Darracq». Этот автомобиль имел оригинальный корпус Opel, оснащённый шасси и двухцилиндровым двигателем Darracq.
- 1901 г. — руководитель фирмы «Опель» заключил контракт с французом Александром Дарракком (Alexandre Darracq), чтобы произвести по лицензии автомобили Darracq.
- 1902 г. — на автомобильной выставке в Гамбурге был представлен автомобиль «10/12PS» собственной разработки. Opel 10/12 л. с. — модель с новым 2-цилиндровым двигателем со встроенным водяным насосом. Максимальная скорость — 45 км/ч.
- 1905 г. — На Opel начали выпуск автомобилей более высокого класса. Появилась модель «35/40PS» с объёмом двигателя 6,9 л. Наладив серийное производство, братья Опель завоевали признание в Германии.
- 1906 г. — открыто отделение фабрики в Берлине. Изготовлен 1000-й автомобиль.
- 1907 г. — прекращено производство Opel-Darracq.
- 1909 г. — представлена модель 4/8PS с 4-цилиндровым двигателем, известная как «Doktorwagen» (докторский автомобиль), оценённый в 3.950 марок. В Opel сделали первый шаг к созданию автомобилей, доступных для большего числа потребителей.
- 1911 г. — на фабрике произошёл пожар, в результате которого она была практически уничтожена. Новая фабрика была построена для производства только транспортных средств. Таким образом, производство швейных машин было прекращено, и на Opel стали производить только автомобили, велосипеды и мотоциклы.
- 1912 г. — изготовление 10.000-го автомобиля Opel. В первом соглашении в переговорах между предпринимателями и профсоюзами об условиях труда установили стандартные рабочие часы — 55,5 часов в неделю и минимальную заработную плату — 36 пфеннигов в час.
- 1914 г. — фирма Opel стала самым крупным автомобильным производителем Германии, продавая 3.335 автомобилей. На Opel начали нанимать женщин на сборочные линии.
- 1924 г. — Руководство Opel вложило один миллион золотых марок в модернизацию автомобильного производства, и Opel стал первым производителем Германии, на котором начали производство методом сборочного конвейера.
- 1928 г. — с рыночной долей 37,5 % и 42.771 проданных единиц продукции; Opel — самый большой автомобильный производитель Германии. Руководство Opel стало акционерным обществом.
- 1929 г. — мировой экономический кризис затронул фирму Opel. В поиске путей выхода из кризиса семья Опелей нашла партнёра в лице корпорации General Motors. В марте руководство General Motors приобрело 80 % доли в компании «Adam Opel». Opel — первый производитель Германии, который основал страховую компанию и банк для финансирования продажи в кредит.
- 1931 г. — Руководство General Motors расширило свою долю в компании Adam Opel до 100 %. Опель получил за эти две сделки в сумме 33,3 млн.$. Руководство Opel стало активно финансировать НСДАП на парламентских выборах. 13000 служащих компании производили 500 автомобилей и 6.000 велосипедов ежедневно.
- 1935 г. — от фирмы Opel на Берлинском автосалоне представлен первый серийный немецкий автомобиль с интегрированным кузовом, полностью стальной рамой — Olympia с двигателем 1,3 л. с.
- 1936 г. — с ежегодным производством 120.923 автомобилей фирма Opel — самый большой автопроизводитель Европы.
- 1937 г. — после долгих лет, в течение которых фирма Opel была крупнейшим в мире производителем велосипедов, фирма прекратила их производство. Руководство Opel продало производство NSU, чтобы сконцентрироваться на автомобильном производстве.
- 1940 г. — на заводе Opel произвели миллионный автомобиль. В октябре производство легковых автомобилей остановлено. От фирмы Opel поставлено в период Второй мировой войны около половины общего количества грузовиков для немецкой армии и множество военных самолётов[источник не указан 1280 дней].
- 1944 г. — заводы в Рюссельсхайме и Бранденбурге разрушены бомбами союзников.
- 1945 г. — руководство General Motors снова стало владельцем Opel. Производственное оборудование для модели Kadett демонтировано и вывезено в СССР. После окончания войны прежние рабочие начали восстанавливать почти полностью разрушенный завод в Рюссельсхайме.
- 1946 г. — первый послевоенный автомобиль фирмы Opel, 1,5-тонный грузовик Blitz — выехал с фабрики.
- 1950 г. — завершена реконструкция завода в Рюссельсхайме.
- 1956 г. — произведён 2-миллионный автомобиль. На Opel удвоили производительность с торжественным открытием нового завода по производству кузовов.
- 1962 г. — в Opel открыли второй завод в Бохуме.
- 1966 г. — миллионный Kadett покинул завод в Бохуме. В Opel открыли испытательный полигон в Дуденхофене и новый завод по производству комплектующих принадлежностей в Кайзерслаутерне.
- 1971 г. — выпущено более 10 миллионов автомобилей. Георг фон Опель, управляющий директор Adam Opel AG, на автомобиле Opel GT установил рекорд скорости для электромобилей — 188 км/ч.
- 1972 г. — доля Opel на автомобильном рынке Германии достигла 20,4 %.
- 1977 г. — от фирмы Opel представили модели Senator и Monza.
- 1981 г. — в строительство нового цеха окраски в Рюссельсхайме вложено более чем 500 млн марок.
- 1982 г. — начали строить новый завод в Сарагосе (в Испании) для производства Opel Corsa — на тот момент самого компактного автомобиля, производимого компанией.
- 1983 г. — 20-миллионный автомобиль покинул завод в Рюссельсхайме. Безасбестовые диски сцепления стали стандартной комплектацией.
- 1985 г. — фирма Opel стала первым изготовителем, предложившим полный диапазон моделей, оборудованных каталитическим нейтрализаторами. В Opel развили спонсорскую концепцию для популяризации игровых видов спорта, в ходе которой заключили партнёрство с атлетами и командами мирового уровня.
- 1986 г. — автомобиль Opel Omega с пониженным выделением выхлопных газов стал «автомобилем 1987 года».
- 1987 г. — открыт новый цех покраски в Бохуме стоимости 300 млн марок.
- 1989 г. — с конвейера сошёл 25-миллионный Opel, им стал автомобиль Omega Caravan. Фирма Opel стала первой компанией, установившей замкнутый каталитический нейтрализатор как стандартное оборудование на всех своих автомобилях с бензиновым двигателем в Германии.
- 1992 г. — открыт новый завод Opel в Эйзенахе.
- 1994 г. — Opel произвели 30-миллионный автомобиль, и руководство стало главным спонсором чемпионата мира по футболу в США.
- 1995 г. — Opel открыли автосборочный завод в Польше.
- 1997 г. — свыше 100000 автомобилей были собраны на заводе Bertone около Турина в Италии.
- 2001 г. — руководством фирм Adam Opel AG и GM Europe объявлено о расширении программы реструктуризации, нацеленной на восстановление утраченных позиций и обновление бренда. Opel ввели двухлетнюю гарантию на всю продукцию.
- 2002 г. — руководство Opel запланировало выпускать каждые полгода по новой (обновлённой) модели в течение следующих пяти лет. Началось производство новой марки Vectra на новом заводе в Рюссельсхайме.
- 2017 г. — руководство General Motors объявило о продаже Opel и Vauxhall Groupe PSA (объединение Peugeot и Citroen)[2].
- 2019 г. — руководство Group PSA объявило о возвращении бренда Opel в Россию.
- 2020 г. — представлен новый логотип Opel. Он перестал быть объёмным, а также лишился названия компании на эмблеме. Первым автомобилем, получившим новую эмблему, стало новое поколение кроссовера Opel Mokka.

### Попытка General Motor’s продать Opel России
В 2009 году руководство General Motors собиралось продать Opel. 10 сентября покупателем был объявлен международный консорциум, в который вошли канадская компания Magna International и российский Сбербанк. Однако, 3 ноября руководство General Motors заявило, что не собирается продавать Opel. Руководство консорциума Magna—Сбербанк направило американской компании 31 поправку к договору. Как следствие, в компании General Motors опасались, что российские производители могут получить доступ к технологиям американской компании. В дальнейшем рассматривалась возможность продажи Opel концерну Volkswagen и Сбербанку пополам с лицензией выпуска всех моделей до 10 лет, оставляя технологии у фирмы Vauxhall Motors.
После подписания соглашений от российской стороны начали вносить поправки, менявшие юридические аспекты сделки. Согласно этим поправкам компания Opel могла бы перейти под контроль российского автопрома, а технологии и патенты Opel начали бы бесплатно внедряться в российские модели, чего изначально не планировалось. Руководство концерна General Motors не смогло заставить российскую сторону вернуться к изначальным договорённостям, как следствие этого заводы Opel в Германии так и остались бы в состоянии кризиса, а Россия получила бы технологии. Но за время переговоров ситуация на мировом рынке начала улучшаться, и руководство General Motors увидело для себя новые выгоды в сохранении контроля над Opel.

### Opel в России
Локальная сборка и расширение модельного ряда остались для Groupe PSA приоритетным направлением, поэтому коммерческие фургоны и пассажирские автобусы Opel для российского рынка продолжили собираться на заводе в Калуге по полному циклу производства. На российском рынке с 2019 года автомобили Opel представлены тремя основными моделями:
- Микроавтобус Opel Zafira — новое поколение автомобиля для путешествий и бизнеса. Сейчас в России три основные комплектации: Cosmo L, Innovation M и Innovation L. При одинаковой колесной базе (3750 мм) и ширине (1920 мм) микроавтобус может производиться в двух вариантах длины: 4956 и 5306 мм, оснащаться двумя или тремя рядами сидений. При этом (независимо от версии) автомобиль оснащается двухлитровым двигателем 2,0 HDi мощности 150 л. с. и шестиступенчатой автоматической коробкой передач.
- Коммерческий фургон Opel Vivaro — в его основе лежит известная платформа концерна PSA — EMP2, на которой созданы как грузовые, так и пассажирские модификации. Фургон доступен в России в двух вариантах по длине: 4,95 м и 5,3 м. Высота всех версий — 1,9 метра, а грузоподъёмность составляет 1,4 тонны. Предусмотрены дизельные двигатели BlueHDi объёма 1,6 л и 2,0 литра с мощностью 90 или 150 л. с., которые могут работать в паре с механической или автоматической коробкой передач.
- Кроссовер Opel Grandland X сменил в модельном ряду Opel Meriva. Автомобиль был представлен в середине апреля 2017 года, а публичная премьера состоялась на международном автосалоне во Франкфурте-на-Майне в сентябре 2017 года. Автомобиль импортируют в Россию из Германии и оснащают бензиновым двигателем с турбонаддувом мощности 150 лошадиных сил, который работает в паре с шестиступенчатой автоматической коробкой передач.

## История логотипа

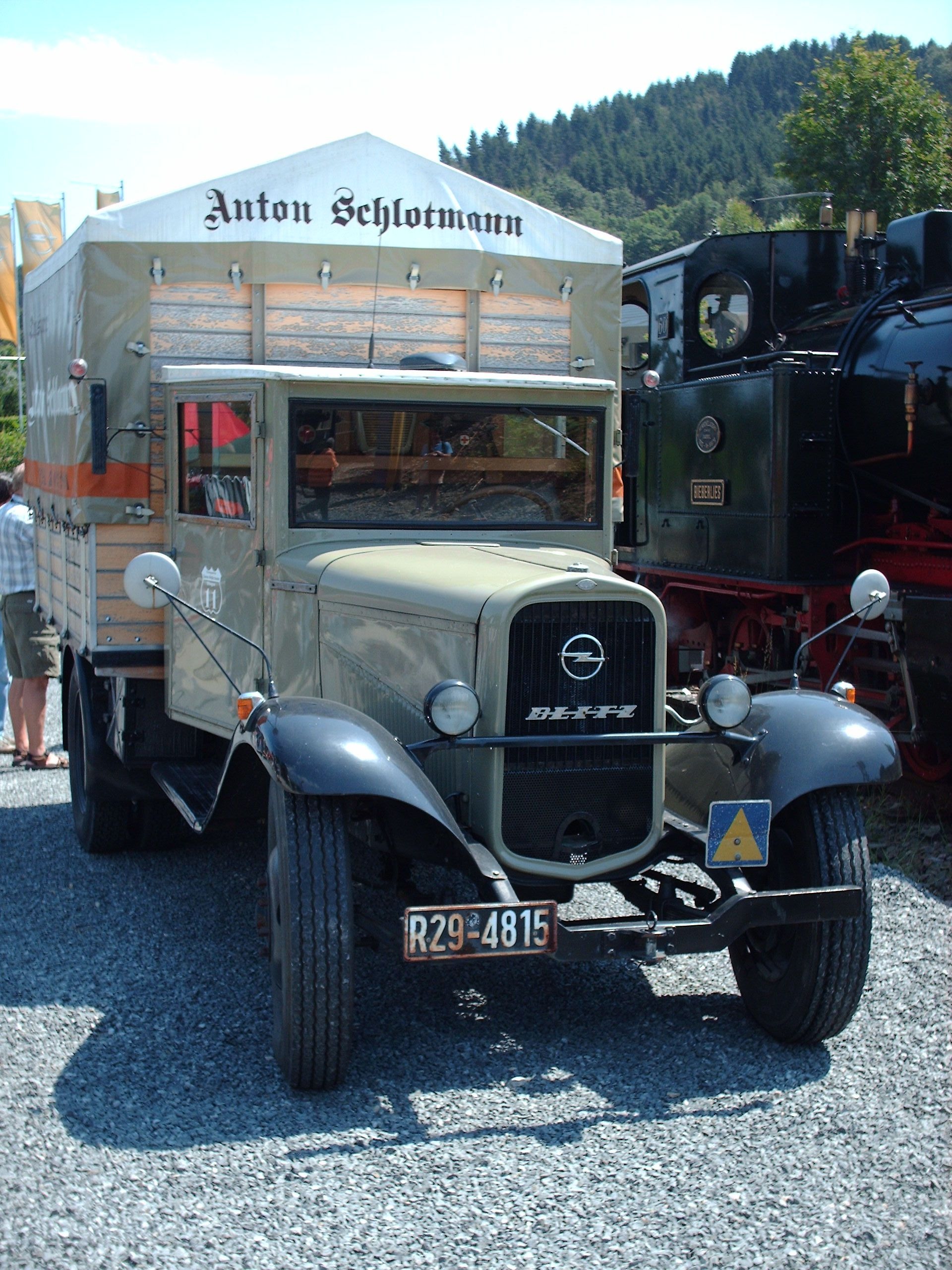
1930 Opel Blitz

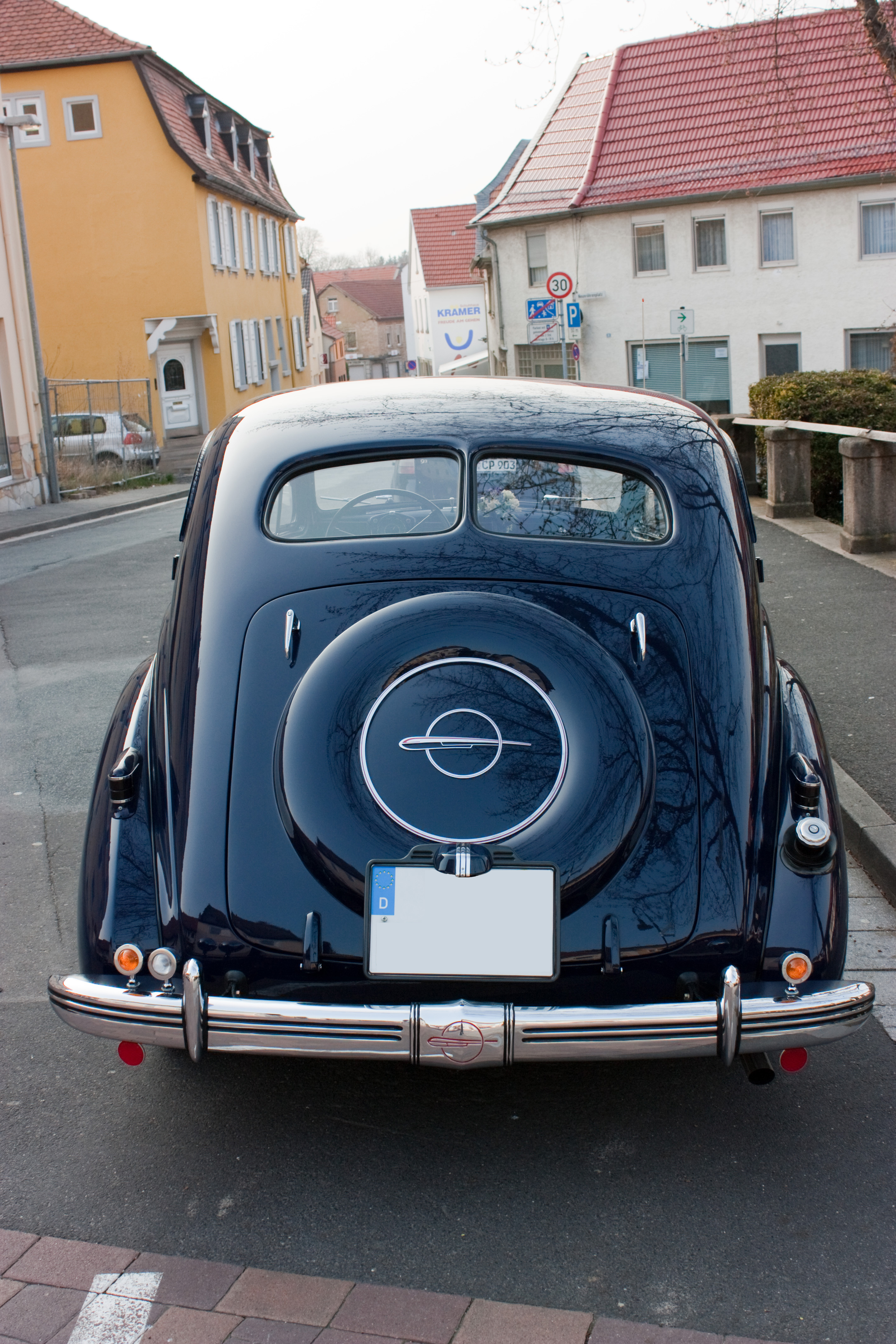
1938 Opel Kapitän

Нынешняя эмблема автомобилей Opel — молния появилась сперва на грузовиках этой фирмы — Opel Blitz (нем. Blitz — молния). Легковые автомобили Opel в конце 1920-х — начале 1930-х годов снабжались эмблемой, имеющей вид помещённой в овал в виде глаза стилизованной надписи Opel. После прихода НСДАП к власти, дабы показать превосходство немецкой инженерной технологии, легковые автомобили Opel стали оснащаться эмблемой в виде стилизованного дирижабля, пролетающего сквозь букву «О». Данная эмблема в слегка изменённом виде продержалась на радиаторах и капотах легковых Opel вплоть до 1964 года, когда было решено на все автомобили Opel устанавливать эмблему в виде молнии в кольце.
В 2009 году директор по маркетингу Алена Фиссера заявил, что имидж компании необходимо освежить: сделать молнию трёхмерной и добавить к ней слово Opel.

## Производственные мощности
| Расположение производства                          | Открытие | Продукция                                                                 | Сотрудники, чел.                                  |
| Производственные мощности Adam Opel AG (Германия)  | Производственные мощности Adam Opel AG (Германия)                                                                                   | Производственные мощности Adam Opel AG (Германия)                         | Производственные мощности Adam Opel AG (Германия) |
| -------------------------------------------------- | --- | ------------------------------------------------------------------------- | ------------------------------------------------- |
| Германия: Рюссельсхайм                             | 1998 г. | - Opel Astra - Opel Insignia                                              | 15600                                             |
| Германия: Бохум                                    | 1962 г. 5 декабря 2014 года с конвейера бохумского завода сошел последний автомобиль модели Zafira. В настоящее время завод закрыт. | - Opel Zafira - Astra H                                                   | 4800                                              |
| Германия: Кайзерслаутерн                           | 1966 г. | - Двигатели                                                               | 3100                                              |
| Германия: Айзенах                                  | 1990 г. | - Opel Corsa                                                              | 1700                                              |
| Производственные мощности Adam Opel AG (Европа)    | |                                                                           |                                                   |
| Бельгия: Антверпен                                 | 1924 г. | - Двигатели                                                               | 0                                                 |
| Великобритания: Эллесмер Порт                      | 1962 г. | - Opel Astra - Opel Astra J Sports Tourer                                 | 2117                                              |
| Испания: Сарагоса                                  | 1982 г. | - Opel Corsa - Opel Meriva                                                | 5670                                              |
| Австрия: Вена                                      | 1982 г. | - Двигатели - Трансмиссии                                                 | 1800                                              |
| Венгрия: Сентготтхард                              | 1990 г. | - Двигатели - Трансмиссии                                                 | 620                                               |
| Польша: Гливице                                    | 1998 г. | - Opel Astra                                                              | 3000                                              |
| Россия: Шушары                                     | 2008 г. | - Opel Antara - Opel Astra J                                              | 1200                                              |
| Производственные мощности для крупноузловой сборки | |                                                                           |                                                   |
| Россия: Калининград                                | 2010 г. | - Opel Astra J Sports Tourer - Opel Astra H - Opel Insignia - Opel Zafira | ?                                                 |
| Россия: Калуга                                     | 2010 г. (полный цикл производства: 2012 г.)                                                                                         | - Opel Zafira - Opel Vivaro                                               | 1700                                              |
| Производственные мощности сторонних компаний       | |                                                                           |                                                   |
| Турция: Бурса (Tofaş)                              | 1968 г. | - Opel Combo                                                              | 8200                                              |
| Франция: Батийи (Renault)                          | 1980 г. | - Opel Movano                                                             | 0                                                 |
| Венгрия: Эстергом (Suzuki)                         | 1991 г. | - Opel Agila                                                              | 6300                                              |

## Модельный ряд

### Современный модельный ряд
- Opel Corsa
- Opel Astra
- Opel Insignia
- Opel Vivaro
- Opel Zafira
- Opel Movano
- Opel Combo
- Opel Crossland
- Opel Grandland X
- Opel Mokka
- Opel Karl

### Снятые с производства модели

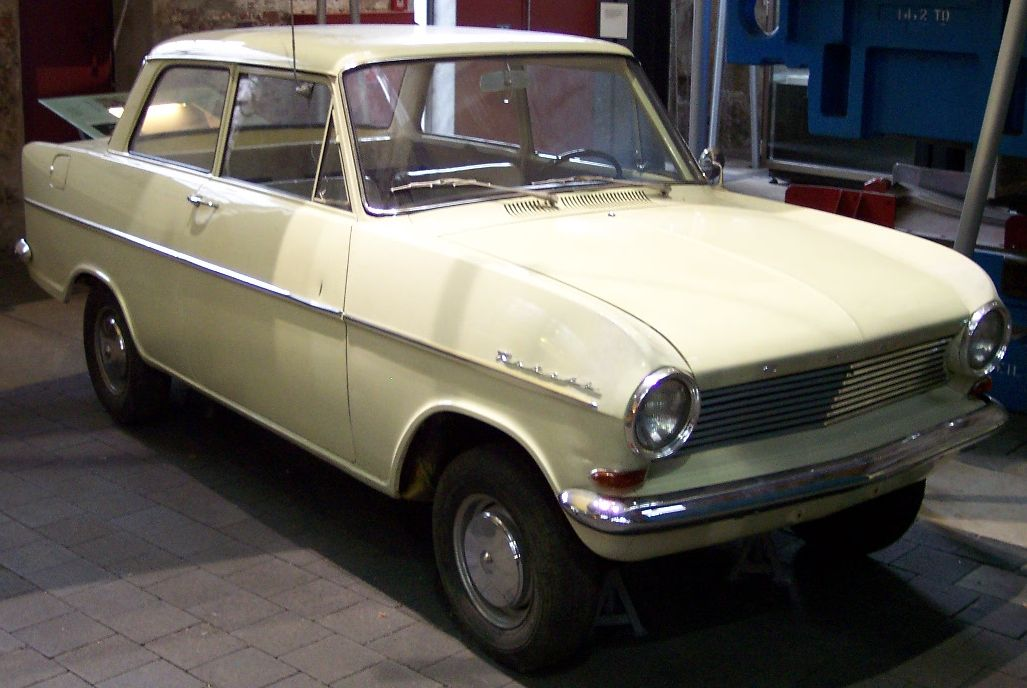
Kadett A

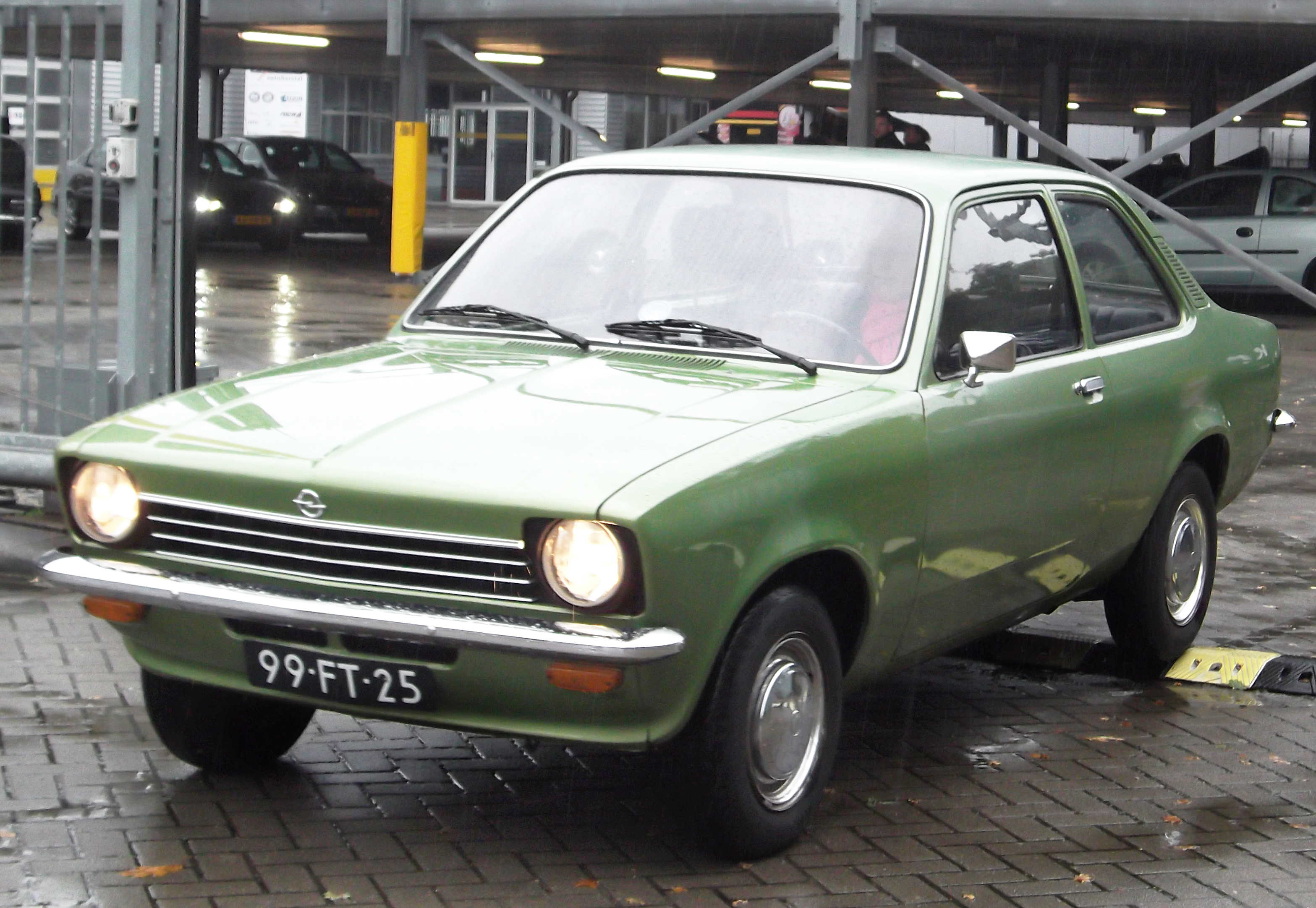
Kadett C

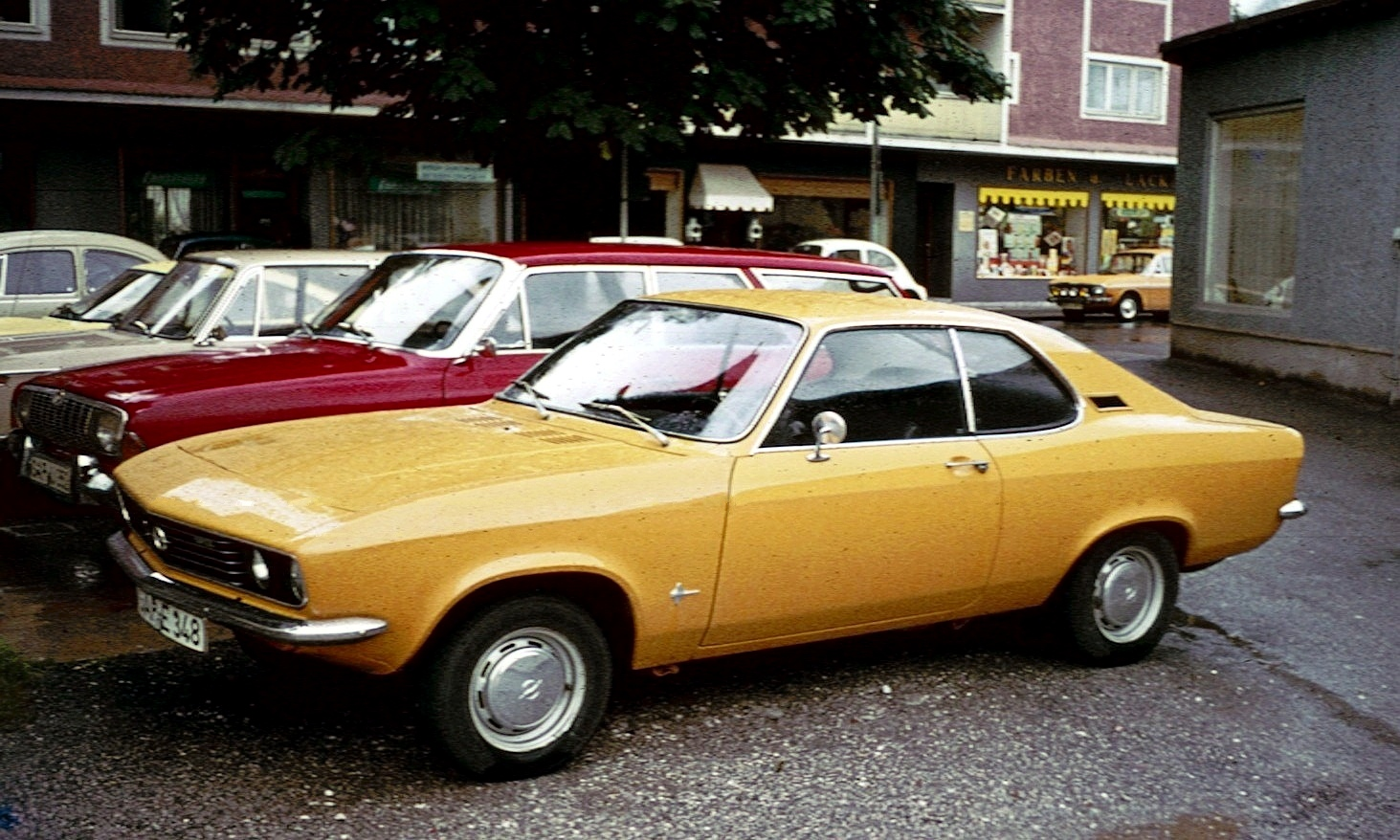
Manta A

- Opel Kadett
- Opel Ascona
- Opel Vectra
- Opel Signum
- Opel Ampera
- Opel Adam
- Opel Rekord
- Opel Commodore
- Opel Omega
- Opel Senator
- Opel Tigra
- Opel Manta
- Opel Calibra
- Opel Speedster
- Opel GT
- Opel Agila
- Opel Meriva
- Opel Sintra
- Opel Frontera
- Opel Antara
- Opel Monterey
- Opel Arena
- Opel Bedford
- Opel P4

## Новинки
Летом 2021 года компания презентовала электрокар, который на одном заряде может проехать 75 километров. Зарядить электрический квадрицикл Rocks-e можно от любой розетки за 3,5 часа. В Германии за руль этого авто можно садиться с 15 лет при наличии мопедных прав категории AM.